# Cino da Pistoia
Cino da Pistoia, italijanski pravnik, pesnik in pedagog, * 1270, Pistoia, † 1336.
- Lectura in Codicem, 1547
- Le rime, 1862